# Tratado de Aranjuez (1777)
El tratado de Aranjuez de 1777 firmado entre España y Francia estableció las fronteras entre los territorios español y francés en la isla La Española, en el mar Caribe.

## Antecedentes
Francia intentó tomar ventaja del Tratado de Paz de Ryswick de 1697, pues éste indicaba que todos los territorios volverían a sus respectivos dueños antes del conflicto que precedió al tratado, pero es importante recalcar que, si bien los franceses ya habitaban en la zona occidental de la isla de La Española (lo que actualmente es Haití, dejando a los españoles la oriental, actual República Dominicana más una porción cedida a Haití), la presencia de los franceses en esa zona era ilegal, por lo que la estancia de los mismos en esa región era más propia de relaciones de tolerancia por parte de los españoles que de un tratado de paz. Durante todo el siglo XVIII España y Francia mantuvieron unas relaciones cordiales, basadas sobre todo en la relación de parentesco de los monarcas de ambos países, todos ellos pertenecientes a la Casa de Borbón.
En 1773 el capitán general de la parte española de la isla, José Solano, y el gobernador de la parte francesa, marqués de Valière, firmaron un acuerdo provisional en el que se definían los límites entre los territorios de ambos países en la isla. En 1776 José Solano y el conde de Ennery ratificarían este acuerdo con la ayuda de una comisión de topógrafos que señalarían físicamente los límites establecidos, auxiliados por la creación de un conjunto de pirámides que servían como indicadores, usando el río Dajabón en el Norte como inicio y la región de la actual Pedernales en el Sur como fin de la delineación de la frontera.

## El tratado
El tratado fue firmado el 3 de junio de 1777 en la localidad madrileña de Aranjuez por el conde de Floridablanca, en nombre de Carlos III de España, y el marqués de Ossun, en representación de Luis XVI de Francia.
En él se relacionaron minuciosamente los límites entre los territorios de ambos países, basados en los acuerdos de 1773 y 1776, y apoyados por un mapa topográfico levantado a tal efecto.
Finalmente quedó anulado por el Tratado de Basilea del 22 de julio de 1795, en el cual España terminó cediendo el resto de la Isla a la Francia Revolucionaria. 